# Faquir

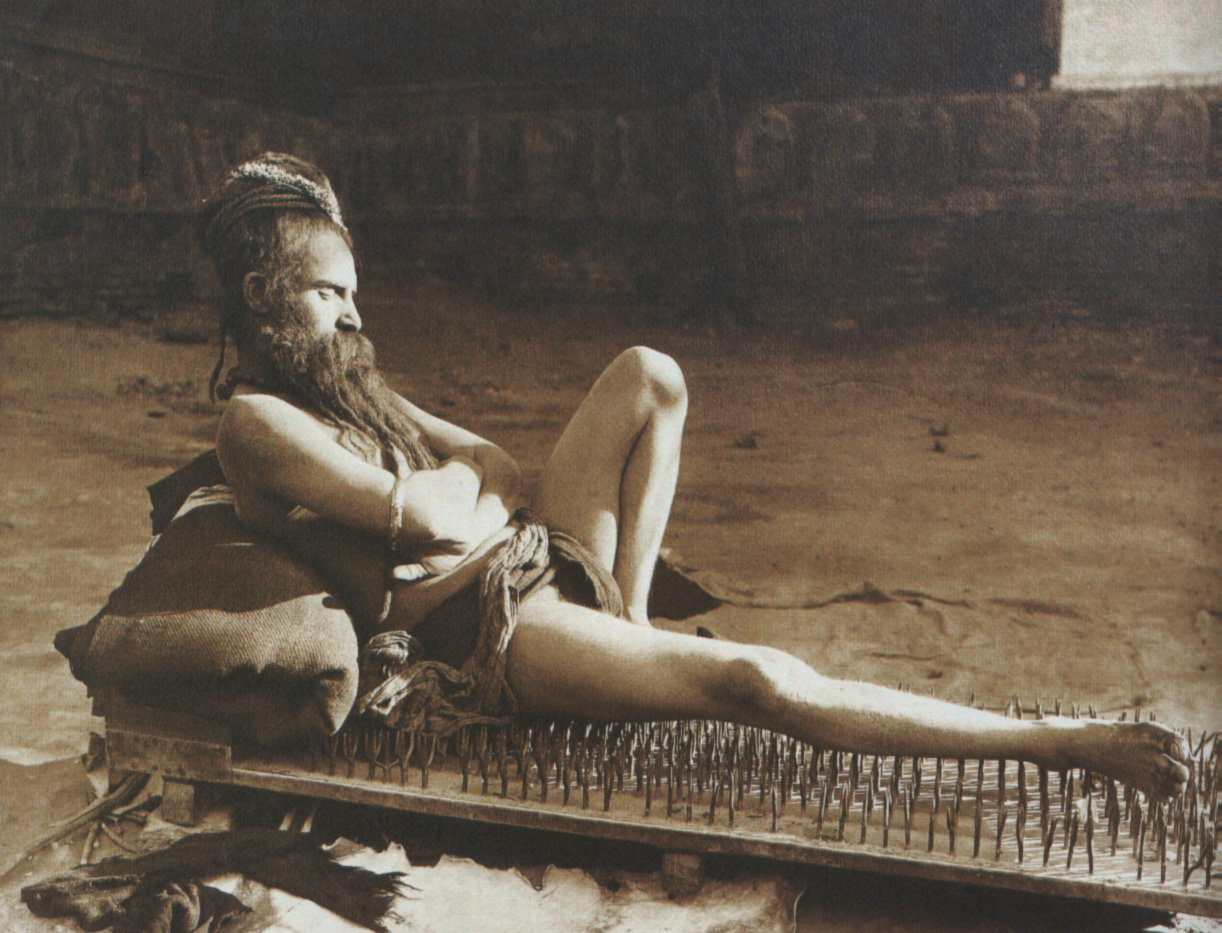
Imagen de un faquir en Benarés (India) en 1907.

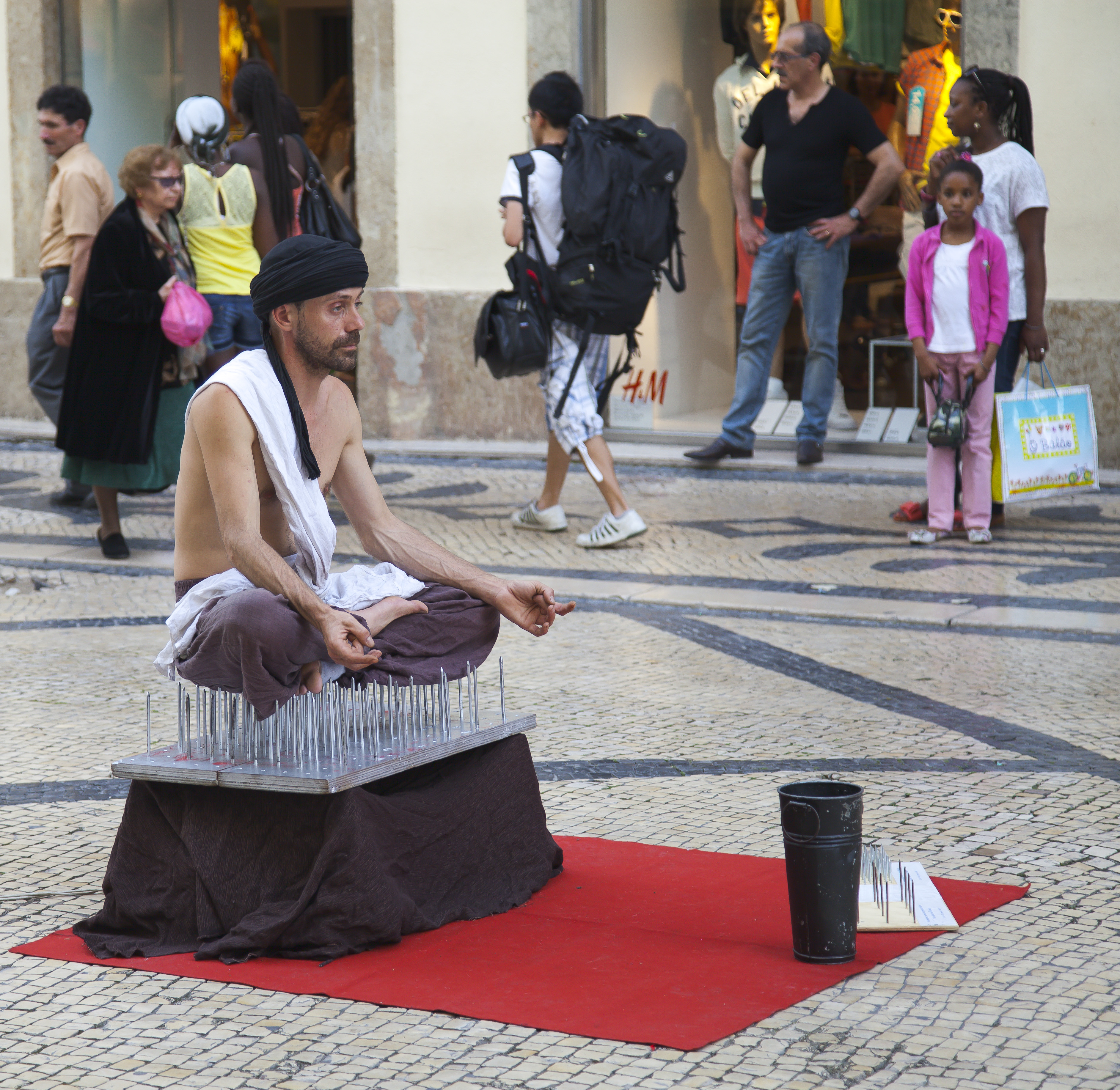
Faquir callejero en Lisboa, Portugal.

Un faquir (del árabe فقیر, transl. faqīr, que significa ‘pobre’; y del árabe فقر faqr ‘pobreza’) es un término islámico usado tradicionalmente para referirse a ascetas.(o morabitos en la cultura musulmana) musulmanes sufíes que renuncian a a sus posesiones mundanas y dedican sus vidas al culto a Dios, es decir, un derviche. No necesariamente renuncian a todas las relaciones ni toman necesariamente votos de pobreza, de forma que algunos pueden ser pobres y otros incluso adinerados, pero los adornos de la vida mundana temporal se mantienen en perspectiva y no le restan valor a su dedicación constante a Dios. Las connotaciones de pobreza asociadas con el término tienen que ver con su necesidad espiritual, no necesariamente con su necesidad física. Se los puede equiparar a un monje en la cultura cristiana (si bien hay que aclarar que el monasticismo está prohibido en el islam).
El término faquir ha asumido un uso más reciente y coloquial para referirse a un asceta que renuncia a las posesiones mundanas y ha sido aplicado incluso a no musulmanes. Los faquires son prevalentes en medio oriente y en el sur de Asia; se cree que son autosuficientes y que solo tienen por posesión la necesidad espiritual por Dios. El término se aplica frecuentemente a ascetas hindúes (p. ej., sadhus, gurús, swamis y yoguis). Tales usos se desarrollaron principalmente en la era Mogol en el subcontinente indio. 
Gracias a la asociación con estos, y en particular con ascetas hindúes indigentes y errantes, así como con sadhus que van demostrando ante audiencias en las calles sus a veces extrañas artes, en occidente se creó la idea de que un faquir es una persona que ejecuta ante una audiencia retos de resistencia física y mental aparentemente mágicos o sobrehumanos, tales como caminar sobre el fuego o cristales, introducirse antorchas o cuchillos en su boca o acostarse sobre camas con clavos sin sentir aparentemente dolor, la levitación y, en ocasiones, el encantamiento de serpientes. 
Actualmente el término faquir también hace mención a artistas circenses que practican estas actividades como oficio. Entre estos últimos se encuentran el neerlandés Mirin Dajo, el francés Ben-Ghou-Bey, el estadounidense Fakir Musafar o el español Daja Tarto, quienes se han hecho famosos por demostraciones públicas en las que objetos afilados perforan sus cuerpos. También se los considera artistas en algunas ocasiones. 